# Eletica pilaniensis
Eletica pilaniensis es una especie de coleóptero de la familia Meloidae.

## Distribución geográfica
Habita en la India.